# Russian American Line

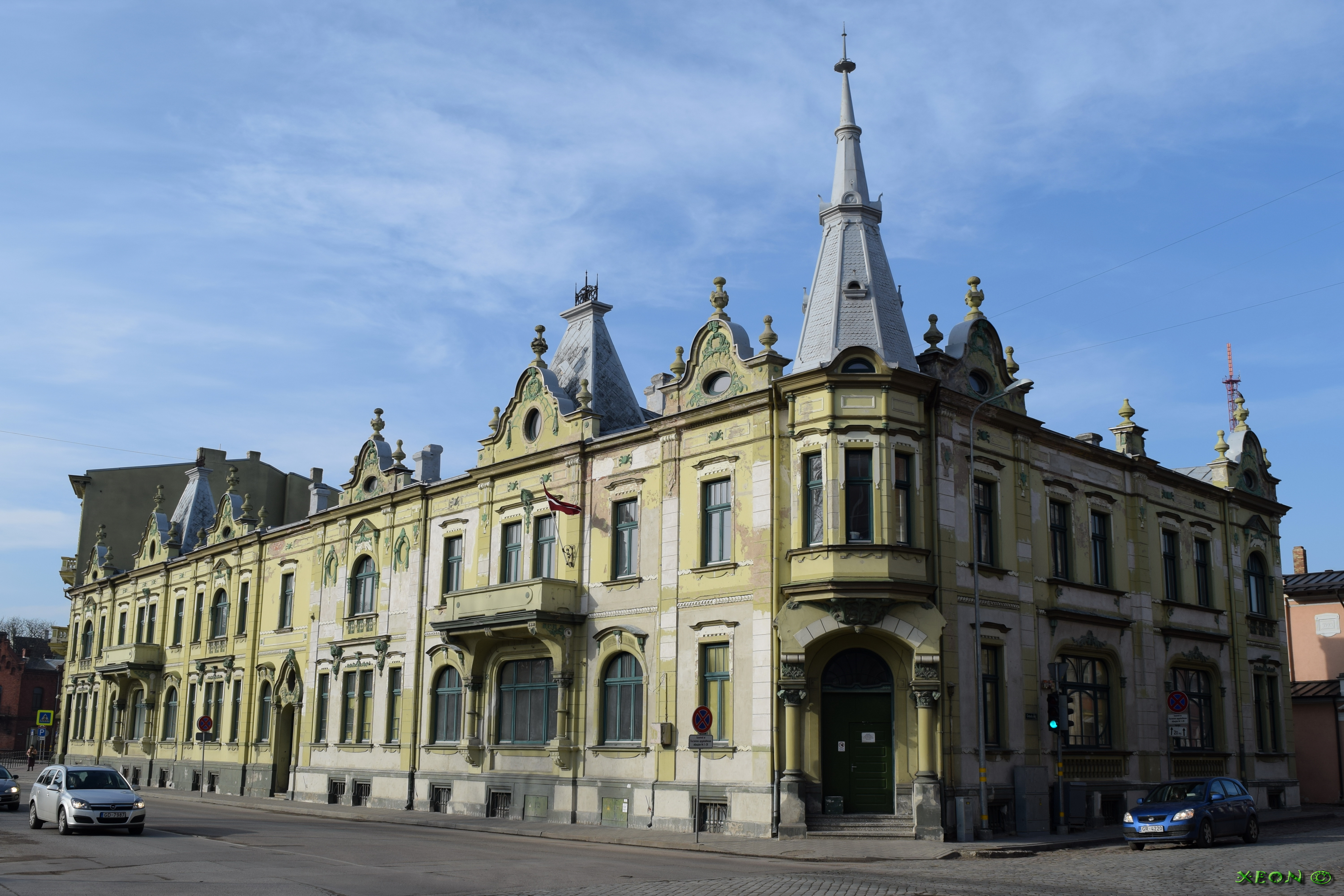
Budynek dawnej głównej siedziby rosyjskiego oddziału Wschodnio-Azjatyckiej Kompanii Żeglugi Parowej na dzisiejszej Kūrmājas prospekts 2/6 w Lipawie

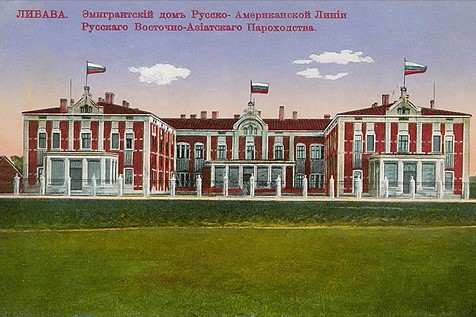
Dom emigracyjny Russian American Line w Lipawie

Russian American Line (ros. Русско-американская линия, Русское Восточно-Азиатское общество) – rosyjskie przedsiębiorstwo żeglugowe siedzibą w Lipawie, operujące statkami parowymi, funkcjonujące od 1900 do 1917 roku.

## Historia
Russian American Line było filią duńskiego armatora Kompanii Wschodnio-Azjatyckiej (duń. A/S Det Østasiatiske Kompagni, ang. The East Asiatic Company Limited, EAC). W 1906 roku rozpoczęła transatlantyckie przewozy pasażerskie z Lipawy do Nowego Jorku.
Linia przestała istnieć na skutek wybuchu rewolucji październikowej w 1917 roku. Niektóre statki linii znalazły się pod kontrolą brytyjskiego przedsiębiorstwa „Cunard Line” i były wykorzystywane jako transportowce wojskowe w trakcie I wojny światowej oraz w interwencji aliantów w rosyjskiej wojnie domowej. W 1921 roku większość parowców została sprzedana lub przekazana „Baltic American Line”, kolejnej, nowej filii „Kompanii Wschodnio-Azjatyckiej”. W 1930 roku trzy statki trafiły do nowo utworzonej polsko-duńskiej spółki żeglugowej „Gdynia America Line”.

## Trasy
Lista morskich tras obsługiwanych przez RAL:
- 1906-1915 Lipawa – Rotterdam – Nowy Jork (okazjonalne przystanki w Kopenhadze i Halifax)
- 1912–1914 Lipawa – Rotterdam – Halifax – Nowy Jork (okazjonalne przystanki w Kopenhadze)
- 1914–1917 Archangielsk – Hammerfest – Nowy Jork

## Siedziby filmy
- Zarząd: Petersburg, Nabrzeże Lejtnanta Szmidta, 13[8][9].
- Główna siedziba: Lipawa, Kūrmājas prospekts 2/6.
- Nowy Jork: Russian-America Line 37, Broadway (dla pasażerów).
- Nowy Jork: Russian-America Line 42, Broadway (dla ładunków)[8].

## Flota
| Rok         | Nazwa               | Fotografia/Obraz | Tonaż    | Stocznia                                      | Status/Przeznaczenie |
| ----------- | ------------------- | ---------------- | -------- | --------------------------------------------- | --- |
| 1906 (1892) | Kowno (Ковно)       |                  | 4630 BRT | Harland and Wolff, Belfast                    | Dawniej Allemannia w HAPAG / 1907 wrócił do HAPAG                                                                                            |
| 1906 (1893) | Grodno (Гродно)     |                  | 4634 BRT | Harland and Wolff, Belfast                    | Dawniej Albingia w HAPAG / 1907 wrócił do HAPAG                                                                                              |
| 1906 (1899) | Korea (Корея)       |                  | 6163 BRT | Flensburger Schiffbau-Gesellschaft, Flensburg | Zatonął na Atlantyku w 1910 roku |
| 1907 (1889) | Lituania (Литуаниa) |                  | 4248 BRT | Harland and Wolff, Belfast                    | Dawniej Kina w East Asiatic Company / 1913 sprzedany do Japonii jako Daiten Maru                                                             |
| 1907 (1889) | Estonia (Эстония)   |                  | 4269 BRT | Harland and Wolff, Belfast                    | Dawniej Indien (I) w East Asiatic Company / Spłonął i zatonął w Bur Sudan 1913 roku                                                          |
| 1907 (1897) | Arconia (Аркония)   |                  | 4603 BRT | Barclay, Curle and Company, Glasgow           | Dawniej Juliette w Reeders M. Jebsen / 1908 sprzedany do Cesarstwa Niemieckiego jako Hittfeld / 1913 Ioannina                                |
| 1907 (1902) | Livonia (Ливониa)   |                  | 5554 BRT | Flensburger Schiffbau-Gesellschaft, Flensburg | Dawniej Prins Valdemar w East Asiatic Company / 1907 wrócić do East Asiatic Company jako Indien (II)                                         |
| 1908 (1894) | Birma (Бирма)       |                  | 4595 BRT | Fairfield Shipbuilders, Govan                 | 1914 zmieniono nazwę na Mitawa / 1921 sprzedany do Polish American Line jako Józef Piłsudski                                                 |
| 1908        | Russia (Россия)     |                  | 8596 BRT | Barclay, Curle and Company, Glasgow           | 1921 w Baltic America Line jako Latvia / 1924 sprzedany do Japonii jako Fuso Maru / W 1944 zatopiony                                         |
| 1910        | Kursk (Курск)       |                  | 7858 BRT | Barclay, Curle and Company, Glasgow           | 1921 w Baltic American Line jako Polonia / 1930 w Gdynia America Line / W 1939 wycofany                                                      |
| 1912        | Car (Царь)          |                  | 6503 BRT | Barclay, Curle and Company, Glasgow           | 1917 w Cunard Line / 1921 w Baltic America Line jako Estonia / 1930 w Gdynia America Line jako Pułaski / W 1949 wycofany                     |
| 1913 (1897) | Dwinsk (Двинск)     |                  | 8173 BRT | Harland and Wolff, Belfast                    | Dawniej Rotterdam w Holland-America Line / 1906 w Scandinavian America Line jako C. F. Tietgen / Zatopiony przez U-Boota „U 151” w 1918 roku |
| 1915        | Caryca (Царица)     |                  | 6852 BRT | Barclay, Curle and Company, Glasgow           | 1921 w Baltic America Line, Lituania / 1930 w Gdynia America Line jako Kościuszko / W 1950 wycofany                                          |